# Injustiça

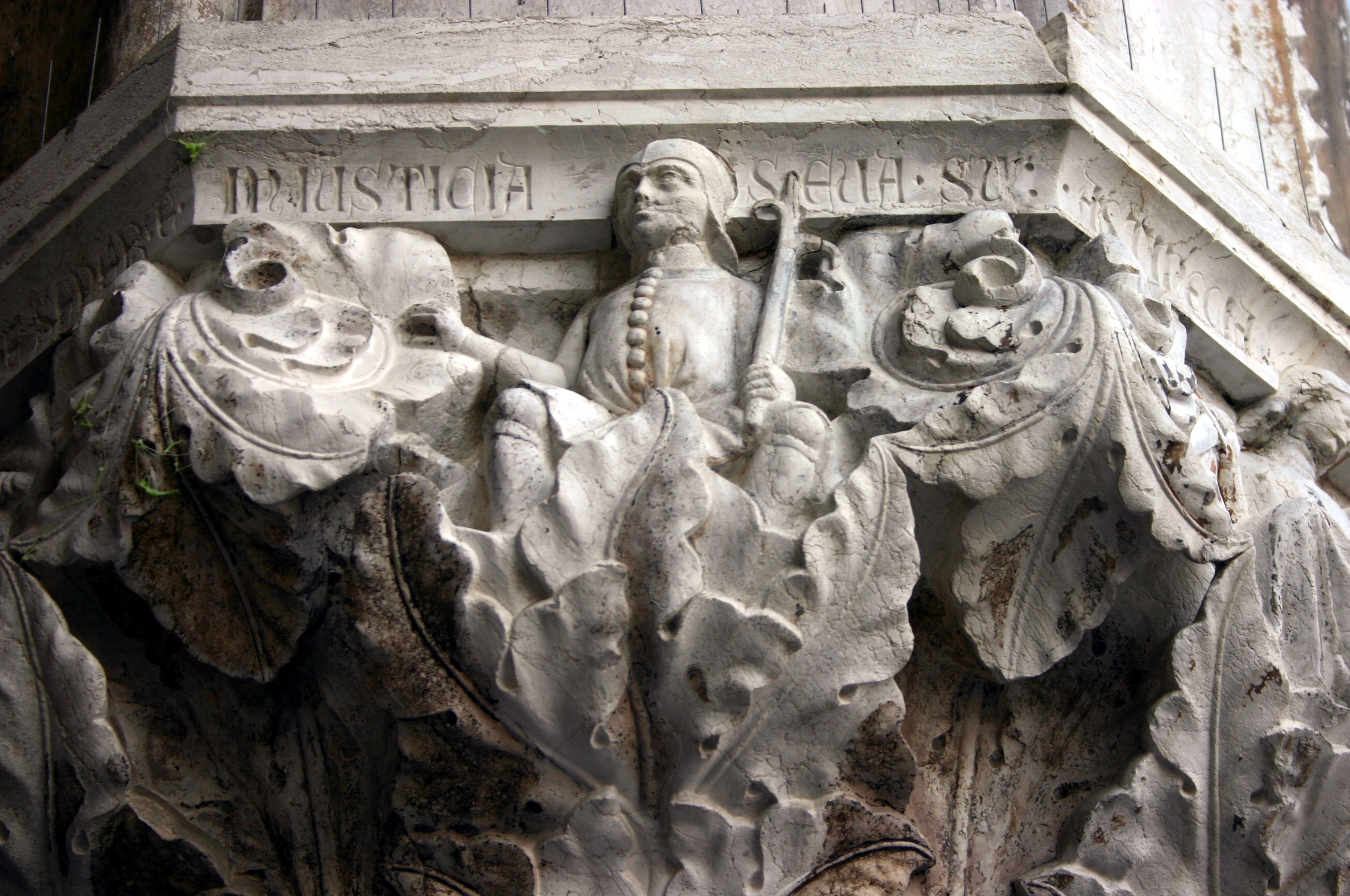
Alegoria da injustiça. Capitel do Palacio Ducal de Venecia

A injustiça é uma qualidade relativa à ilegalidade ou resultados imerecidos. O termo pode ser aplicado em relação a um evento ou situação particular, ou para um status quo maior. Na filosofia ocidental e na jurisprudência, a injustiça é muito comum, mas nem sempre é definida como a ausência ou o oposto da justiça.